# Niania (niemiecki serial telewizyjny)
Niania (niem. Das Kindermädchen) – niemiecki serial telewizyjny, który od 2017 r. wyświetlany jest w Endlich Freitag im Ersten, paśmie kanału Das Erste. Odcinki mają długość ok. 90 minut. Główną rolę Henrietty Höffner, która uciekając przed urzędem pracy, podróżuje przez świat jako samozwańcza opiekunka do dzieci i pomaga rodzinom w rozwiązywaniu ich problemów, gra Saskia Vester

## Fabuła
Kiedy po prawie 40 latach prowadzenia kiosku, Henrietta Höffner nie była już w stanie prowadzić swojego małego kiosku, musiała udać się do urzędu pracy i zdała sobie sprawę, że w jej grupie wiekowej prawie nie można już znaleźć posady. Pan Loibinger, sympatyczny doradca zawodowy, próbuje nauczyć ją kilku rzeczy i doradza przekwalifikowanie, ale uparta Henriette ma swój własny pomysł i chociaż nie ma żadnego fachowego wykształcenia ani uprawnień, ogłasza się online jako opiekunka do dzieci, na stronie internetowej, którą pomógł jej stworzyć wnuk. Strategia ta jest skuteczna i Henrietta wybiera najbardziej lukratywne propozycje, które pozwalają jej poznać świat. Ponieważ jej klienci są zawsze niemieckiego pochodzenia, nigdy nie ma w rodzinach problemów językowych, ale ma je za to w kraju, do którego przybywa. Ale Henriette zawsze jednak wie, jak dać sobie radę, a w razie potrzeby posługuje się językiem migowym. Pewna siebie i odważna, idzie własną drogą i wychowuje nie tylko cudze dzieci, ale często także ich rodziców. Tego, co działa u obcych ludzi, Henriette nie potrafi zastosować w swojej rodzinie. Często między nią a córką panuje cisza, a jedynym łącznikiem między nimi jest tylko wnuk Toby. Doradca zawodowy, pan Loibinger (odcinek 1–3: Jürgen Tonkel, odcinek 4: Gerhard Wittmann), zwykle jest pewien, że Henriette podróżuje na własną rękę, ale ponieważ ją lubi, stara się ukryć jej eskapady.

## Lista filmów
| Nr | Tytuł polski             | Tytuł oryginalny                      | Premiera oryginalna  |
| -- | ------------------------ | ------------------------------------- | -------------------- |
| 1  | Niania – Misja Mauritius | Das Kindermädchen – Mission Mauritius | 27 października 2017 |
| 2  | Niania – Misja Afryka    | Das Kindermädchen – Mission Südafrika | 28 grudnia 2018      |
| 3  |                          | Das Kindermädchen – Mission Kanada    | 4 stycznia 2021      |
| 4  |                          | Das Kindermädchen – Mission Italien   | 21 maja 2022         |